# ヒュー・ジョーンズ
ヒュー・ジョーンズ（Huw Jones、1993年12月17日 - ）は、ユナイテッド・ラグビー・チャンピオンシップ、グラスゴー・ウォリアーズに所属するラグビーユニオン選手。

## プロフィール
- スコットランド・エディンバラ出身[1]。
- ポジションはセンター(CTB)。
- 身長 186cm、体重 102kg
- U20スコットランド代表に選ばれたことがある[2]。
- スコットランド代表キャップは26（2021年2月現在）

## 略歴
ウェスタン・プロヴィンス、ストーマーズを経て、2017年、グラスゴー・ウォリアーズに加入。 
2021年、ハーレクインズに加入。
翌2022年、グラスゴー・ウォリアーズに復帰。